# Heckler & Koch MP7
La Heckler & Koch MP7 è una PDW prodotta dall'azienda tedesca Heckler & Koch.

## Caratteristiche
L'MP7 è un'arma da difesa personale estremamente compatta e maneggevole, adatta all'uso in ambiente urbano, costruita prevalentemente in materiali polimerici. La progettazione di quest'arma iniziò con il miglioramento dei giubbotti antiproiettile, divenuti troppo resistenti ai proiettili da pistola, con la conseguente perdita di efficacia di queste armi. Per rispondere alla richiesta di armi più efficaci l'H&K progettò l'MP7 (in concomitanza con il progetto dell'UCP che avrebbe dovuto utilizzare lo stesso munizionamento), che doveva essere in grado di penetrare i giubbetti antiproiettile, ma poter essere usata come arma leggera.
L'MP7 ha una meccanica simile all'Heckler & Koch G36. Spara proiettili appositamente disegnati con una velocità di uscita molto vicina a quella del 5.56 x 45 NATO, cartuccia utilizzata in numerosi fucili d'assalto in dotazione agli eserciti di tutto il mondo (ad esempio il G36 o il Colt M16). Il munizionamento caratteristico, che conferisce all'arma un rinculo ridotto, è costruito interamente in acciaio ad alta penetrazione, mentre i normali proiettili sono in piombo. I proiettili hanno inoltre un diametro piccolo (4,6 mm pari a 0,18 inch), per garantire grande capacità e caricatori di ridotte dimensioni (al momento la H&K fornisce caricatori da 20 e 40 colpi che hanno dimensioni comparabili a caricatori da 15 e 30 colpi da 9 mm, rispettivamente). L'arma contiene i caricatori all'interno dell'impugnatura e prevede un utilizzo ambidestro grazie al selettore di fuoco presente in entrambi i lati dell'arma. Infine dispone di un calcio estensibile e di una impugnatura frontale, e può essere utilizzato indifferentemente con una o due mani.
L'MP7 è stato progettato come diretto concorrente del FN P90. In base al munizionamento alcuni considerano, però, l'MP7 una pistola automatica e non una mitraglietta. Il P90 è leggermente più ingombrante e pesante, ma compensa tutto ciò con caricatori da 50 colpi e una canna molto più lunga.

## Varianti
La piattaforma MP7 dispone di due varianti: MP7A1 e MP7A2. La versione più recente dell'arma si distingue dalla precedente per la presenza di un nuovo sistema di slitte che rimpiazzano l'impugnatura verticale pieghevole (così che l'operatore possa personalizzare al meglio e con più accessori la propria arma), la leva di armamento è stata resa più sporgente in modo da facilitare l'incameramento delle cartucce.

## Utilizzo
Nel 2005 l'MP7 è stato adottato dal Ministero della Difesa britannico come arma d'ordinanza per le proprie forze di polizia: il peso contenuto, l'alta maneggevolezza e la precisione nel combattimento ravvicinato sono stati i principali fattori a favore della decisione.
- Le unità per operazioni speciali tedesche KSK l'hanno invece adottato a partire dal 2002; in seguito, anche l'esercito tedesco ne ha acquisito una grande fornitura, e i soldati tedeschi di pattuglia a Kabul in missione nella guerra in Afghanistan stanno utilizzando l'MP7 come arma d'ordinanza.[senza fonte]
- Per l'Italia, l'MP7 è in dotazione a scopo di valutazione al 9º Reggimento Paracadutisti d'Assalto "Col Moschin", al 185º Reggimento paracadutisti Ricognizione Acquisizione Obiettivi ed ai Carabinieri del GIS; per i carristi dell'Esercito Italiano ed in genere gli equipaggi dei mezzi blindati è allo studio una possibile adozione.
- È stata anche adottata dalle unità d'élite della polizia della Corea del Sud.